# Hurgarse la nariz

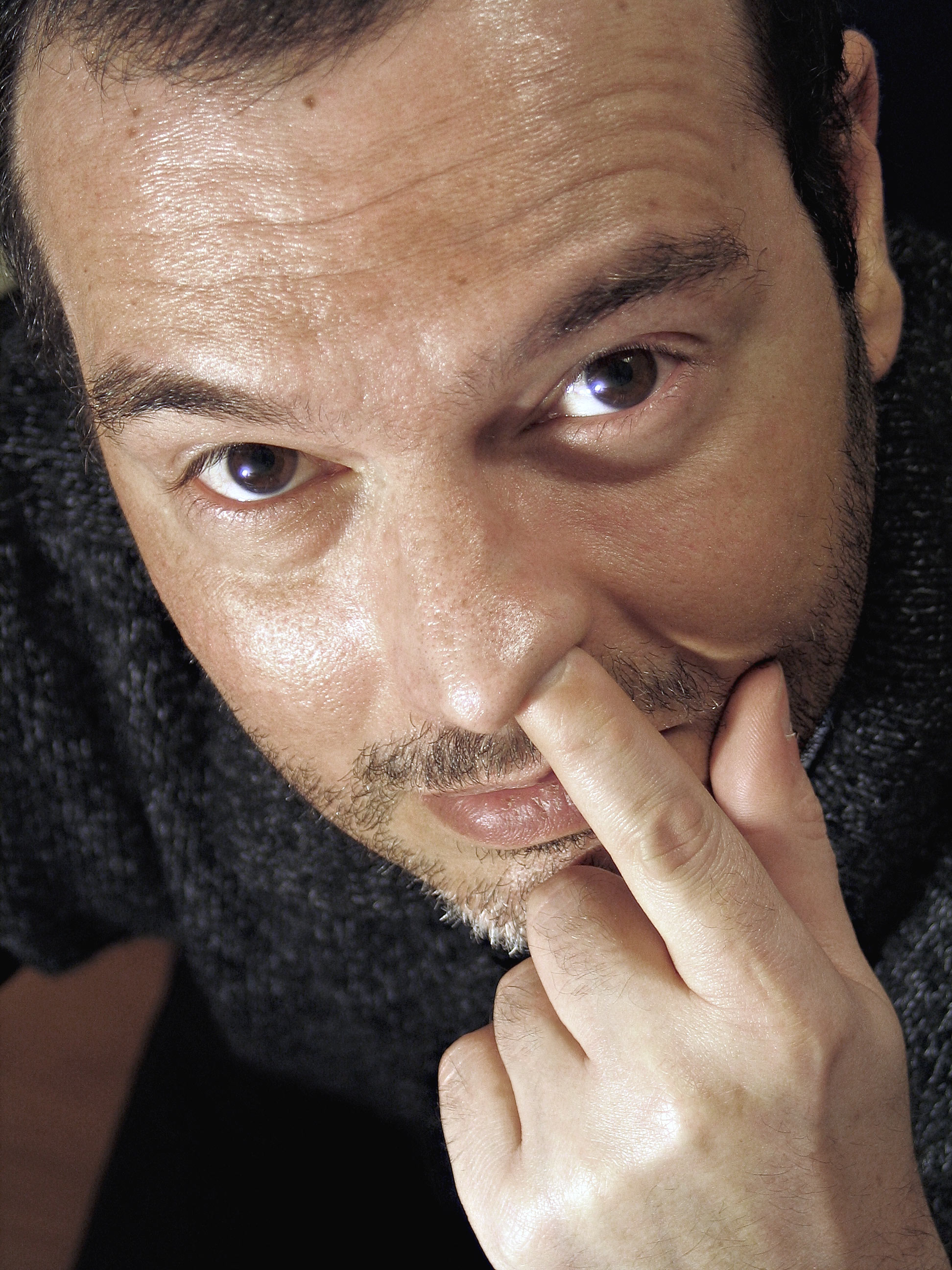
Una persona hurgándose la nariz.

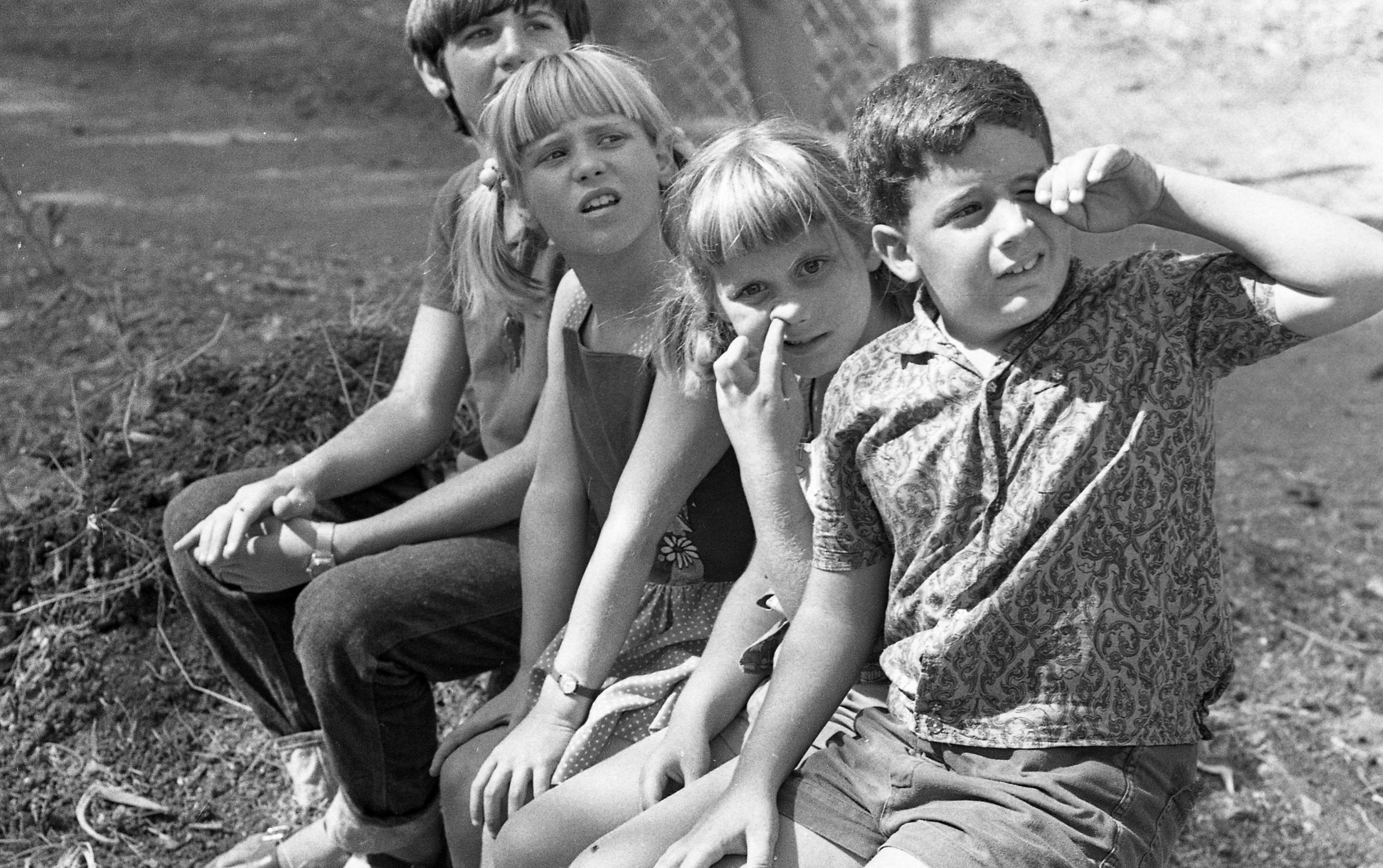
Niña hurgando la nariz, 1969

El hurgarse la nariz (o las narices), rascarse la nariz, o el coloquial sacarse los mocos, y la rinotilexis (del griego, rhino "nariz" + tillexis "el hábito de hurgar"), es el acto de extraer mocos u otros objetos extraños de la nariz específicamente de las fosas nasales de uno, con un dedo o cualquier otro objeto. Este es un hábito extremadamente común; algunas encuestas y estudios incluso llegan a catalogarlo como universal, e indican que la persona promedio se hurga la nariz cuatro veces al día.
Las membranas mucosas de la nariz producen constantemente un moco húmedo que se expone al aire seco que se inhala. Una vez seco, el moco generalmente causa una sensación de irritación que causa la compulsión de acabar con la comezón a través de la rinotilexis.

## Cultura
Aunque se trata de un hábito común, también es un tema ligeramente tabú en casi todas las  culturas. Aunque el hurgarse la nariz parece ser un hábito casi universal entre los humanos, el observar a otro hacerlo generalmente causa una sensación de desagrado. El recuento más antiguo del hurgado de nariz proviene del Antiguo Egipto, ca. 1330 a. C. Un papiro hallado por el eminente arqueólogo Dr. Wilbur Leakey detalla el pago financiero de tres cabezas de ganado, además de comida y hospedajes, al hurgador de narices oficial de Tutankamón. Un estudio realizado en 1995 en torno al hábito de hurgarse la nariz de entre 1000 adultos seleccionados al azar, obtuvo 254 respuestas. Este estudio definió el hurgado de la nariz como "la inserción de un dedo (u otro objeto) en la nariz con la intención de remover secreciones nasales secas". De entre los que respondieron, el 91 % dijeron ser habituales hurgadores de sus respectivas narices (pero solo el 75% de ellos creían que era una práctica común para el resto de la gente) y dos de los encuestados admitieron pasar entre 15 y 30 minutos y hasta más de dos horas diarias hurgándose la nariz.

## Literatura
La literatura infantil a menudo hace referencias a este hábito, en general para divertir al lector (por ejemplo, el poema de Jacques Charpentreau De l'Education! y la serie de Hurgadores de narices de Gordon Korman). La novela de John Allen Paulos Rucker: a life fractal tiene una sección en la que la "probóscide y su hurgado se examinan a consecuencia".

## Rinotilexomanía
El hurgado compulsivo y patológico de la nariz puede tener como consecuencia un trauma nasal severo, un trastorno poco frecuente denominado rinotilexomanía, taxonomizado dentro de la categoría de trastornos de conductas repetitivas centradas en el cuerpo y que puede ser causado por trastorno obsesivo-compulsivo o por trastorno dismórfico corporal.

## Riesgos médicos
El hurgarse la nariz conlleva una serie de riesgos médicos, por lo que la mayoría de los médicos no lo recomiendan y sugieren el uso de un pañuelo como reemplazo. Los riesgos incluyen infecciones nasales, sangrados ocasionales (presentes en el 25 % de aquellos que se hurgan la nariz) y perforación del tabique nasal en raras ocasiones (conocida como ethmoidectomía autoinflingida). De cualquier modo, el hurgarse la nariz no debe afectar el sentido del olfato, ya que la cavidad nasal donde se encuentran los nervios olfativos están localizados demasiado arriba como para alcanzarlos sin un esfuerzo especial. Además de esto, debido a la naturaleza especial del suministro de sangre al área involucrada, es posible que una infección retrógrada que provenga de la nariz llegue hasta el cerebro, aunque es muy poco probable que este escenario sea provocado por una simple rinotilexis. Por estos y otros motivos, el triángulo que se forma desde los lados de la boca hasta la base de la nariz, incluyendo esta última y los maxilares, es conocida vulgarmente como "el triángulo de la muerte". Por otro lado, un grupo pequeño de médicos sostiene que el hurgarse la nariz, combinado con la ingestión del moco nasal así extraído, puede ser beneficioso para el sistema inmune.